# Steinchisma stenophylla
Steinchisma stenophylla là một loài thực vật có hoa trong họ Hòa thảo. Loài này được (Hack.) Zuloaga & Morrone miêu tả khoa học đầu tiên năm 1998.